# Unic P107
Az Unic P107 egy második világháborús francia féllánctalpas vontató és szállítójármű volt.

## Történet
Az 1920-30-as években a Citroën féllánctalpas járművek hosszú sorát fejlesztette ki a Kégresse szabadalom alapján. 1934-ben mutatta be a társaság a legújabb és sokkal erősebb P107 modelljét, a Citroën-Kégresse P17 utódját. Azonban a sorozatgyártás kezdete előtt a Citroën csődbe ment, majd az új tulajdonosa, a Michelin a civil piac felé fordította figyelmét. Az Unicnak ekkor lehetősége nyílt megszereznie a Kégresse szabadalmat, majd sorozatgyártásba raknia a P107 féllánctalpast.
A P107 két fő változatát rendszeresítették a francia hadseregben: egy könnyű tüzérségi vontatót a 75 mm-es és a rövid csövű 105 mm-es tüzérségi lövegekhez, és egy szállítójárművet az utászalakulatoknak. 1940-ben több mint 2000 példány állt hadrendben.

## Külföldi használat
A második világháború alatt a németek használták a zsákmányolt féllánctalpasokat Leichter Zugkraftwagen 37 jelöléssel. Alfred Becker őrnagy a 21. Panzerdivision-ból (amely 1944-ben Caen közelében állomásozott) javaslatot tett a zsákmányolt francia járművek átépítésére. Parancsot adott, hogy néhány száz Unic féllánctalpast alakítsanak át U304(f) jelű könnyen páncélozott csapatszállítóvá.

## Galéria

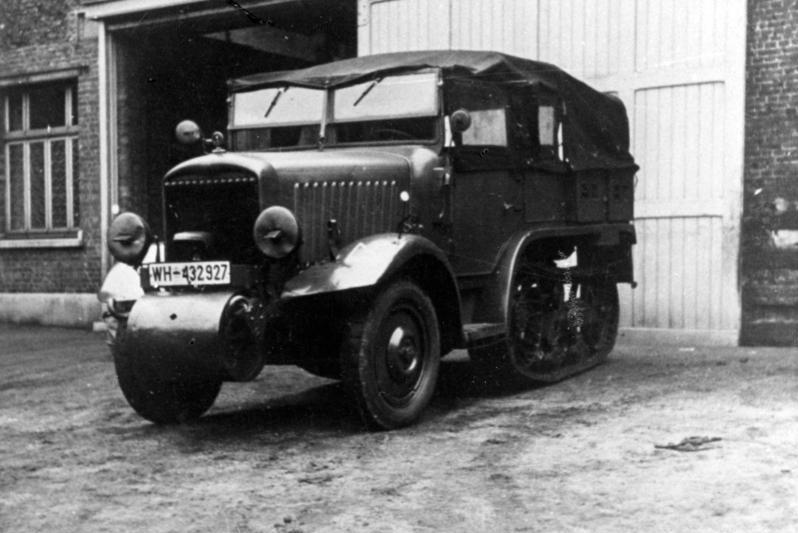
Unic P107 németek által elfoglalt Belgiumban 1944-ben.
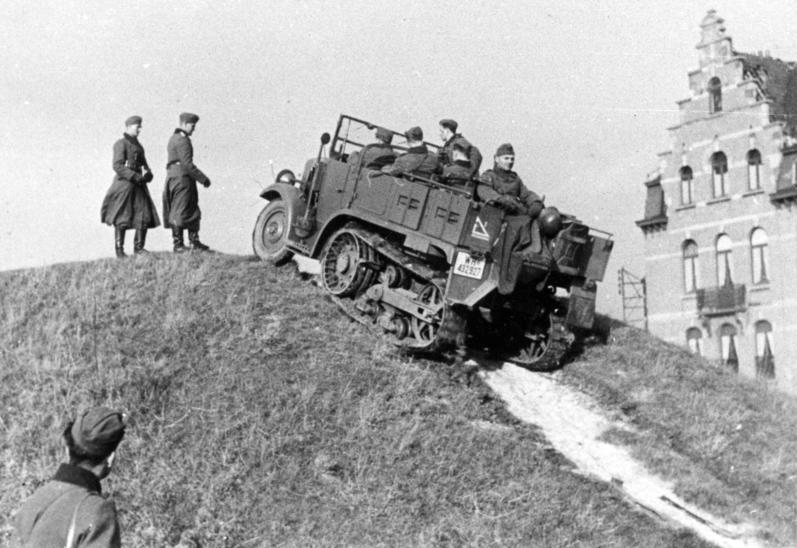
Zsákmányolt P107 tesztelés közben Belgiumban (1944).
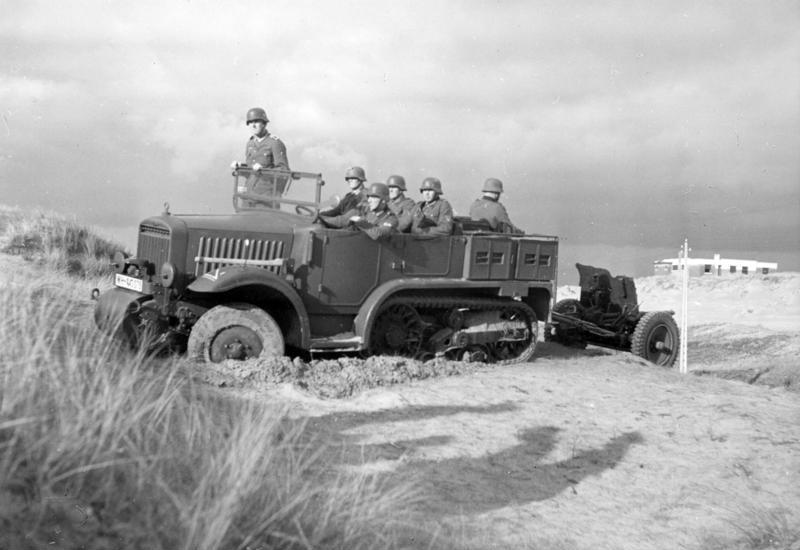
P107-et, amelyet a német katonaság lefoglalt 1944-ben Belgiumban vontat egy 3,7 cm Panzerabwehrkanone 36-os ágyút.
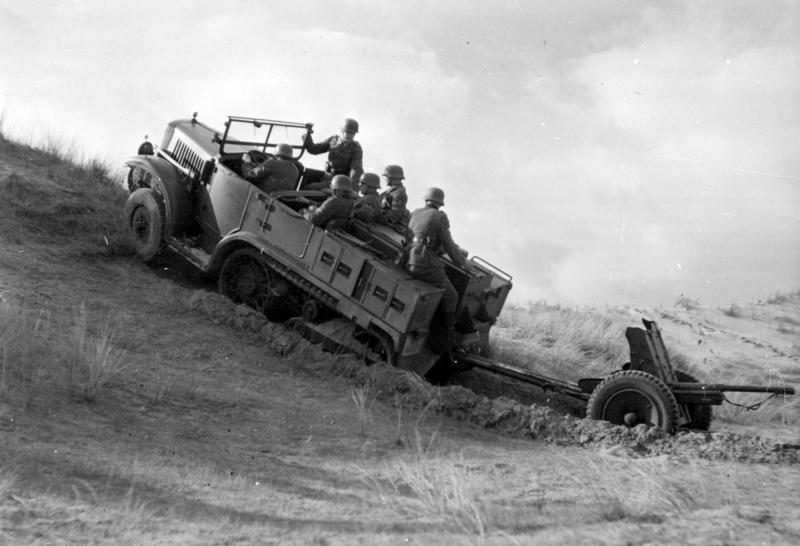
Leichter Artillerieschlepper P107 U304 (f) terepen való tesztelése egy  3,7 cm-es PaK 36-os ágyúval.

## Fordítás
- Ez a szócikk részben vagy egészben  a   P107 című angol Wikipédia-szócikk ezen változatának fordításán alapul.  Az eredeti cikk szerkesztőit annak laptörténete sorolja fel. Ez a jelzés csupán a megfogalmazás eredetét és a szerzői jogokat jelzi, nem szolgál a cikkben szereplő információk forrásmegjelöléseként.